# DAF 66
La DAF 66 è l'ultimo modello di automobile costruito con il marchio DAF; nell'agosto del 1975 il modello venne trasformato in Volvo 66 in seguito all'acquisto del comparto automobili della Casa olandese da parte della svedese Volvo.

## Il contesto
Presentata quale erede della DAF 55, anche la 66 tradiva il classico motore boxer di costruzione olandese per essere equipaggiata di motori 4 cilindri in linea di fabbricazione Renault, il primo da 1100 cm³ ereditato dalla Renault 8, il secondo da 1300 cm³ uguale a quello montato sulle Renault 10 e Renault 12.

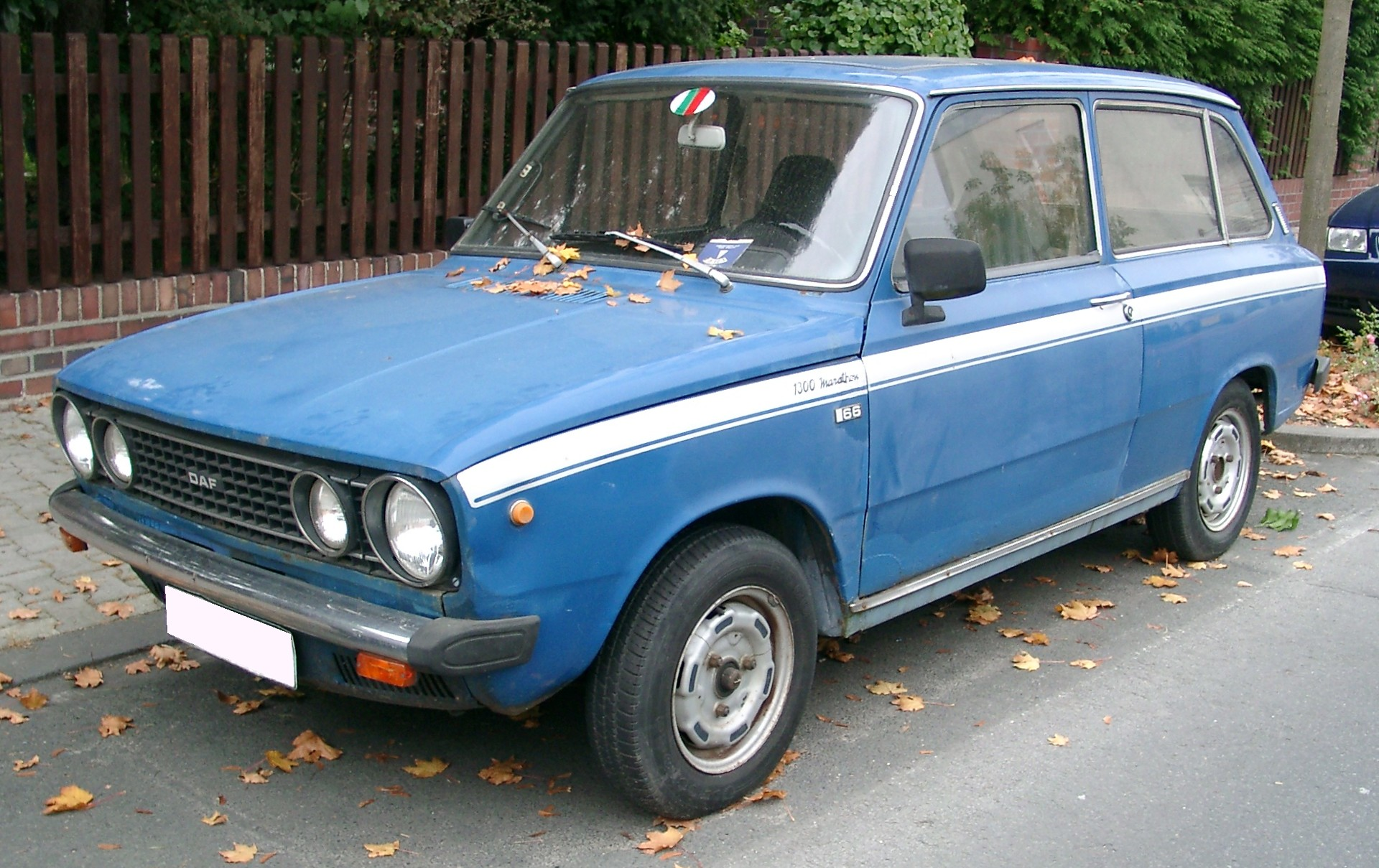
DAF 66 Giardinetta

In abbinamento a questi propulsori era dotata, come tutti gli altri modelli della casa, del famoso cambio automatico Variomatic funzionante grazie ad un accoppiamento di cinghie e pulegge che assicuravano la variazione continua di velocità.

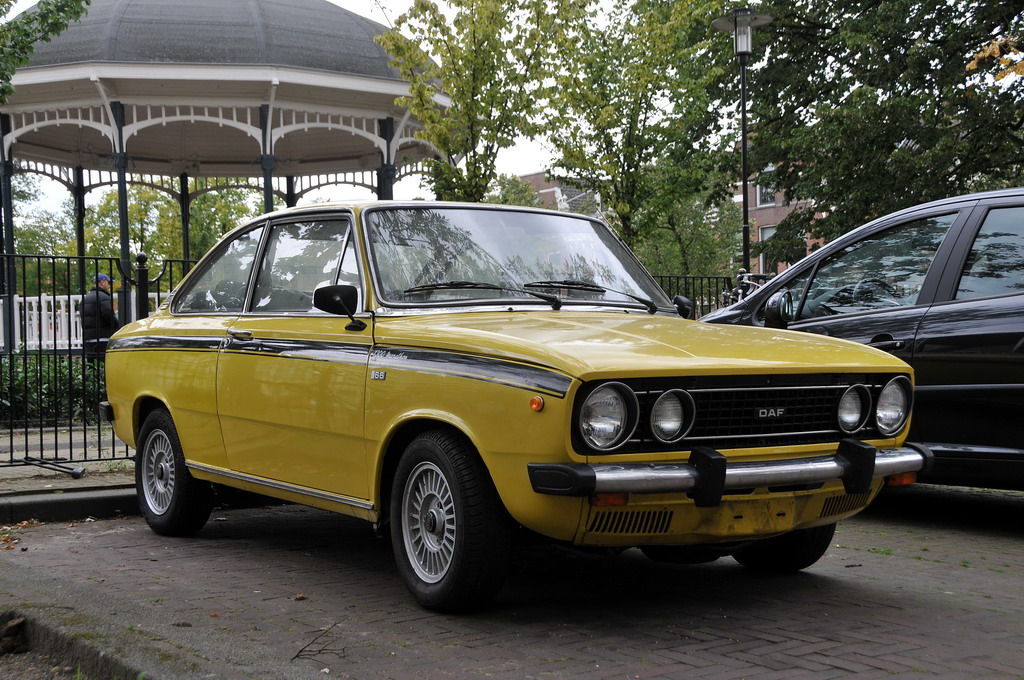
DAF 66 Coupé

Le versioni in vendita furono la classica berlina, un coupé, una giardinetta e una versione Van per il trasporto di merci.
Ne venne costruita anche una versione particolare destinata all'esercito olandese che manteneva la parte telaistica e motoristica accoppiata ad una carrozzeria aperta in classico stile Jeep e di cui ne risulta siano stati costruiti 1.200 esemplari.

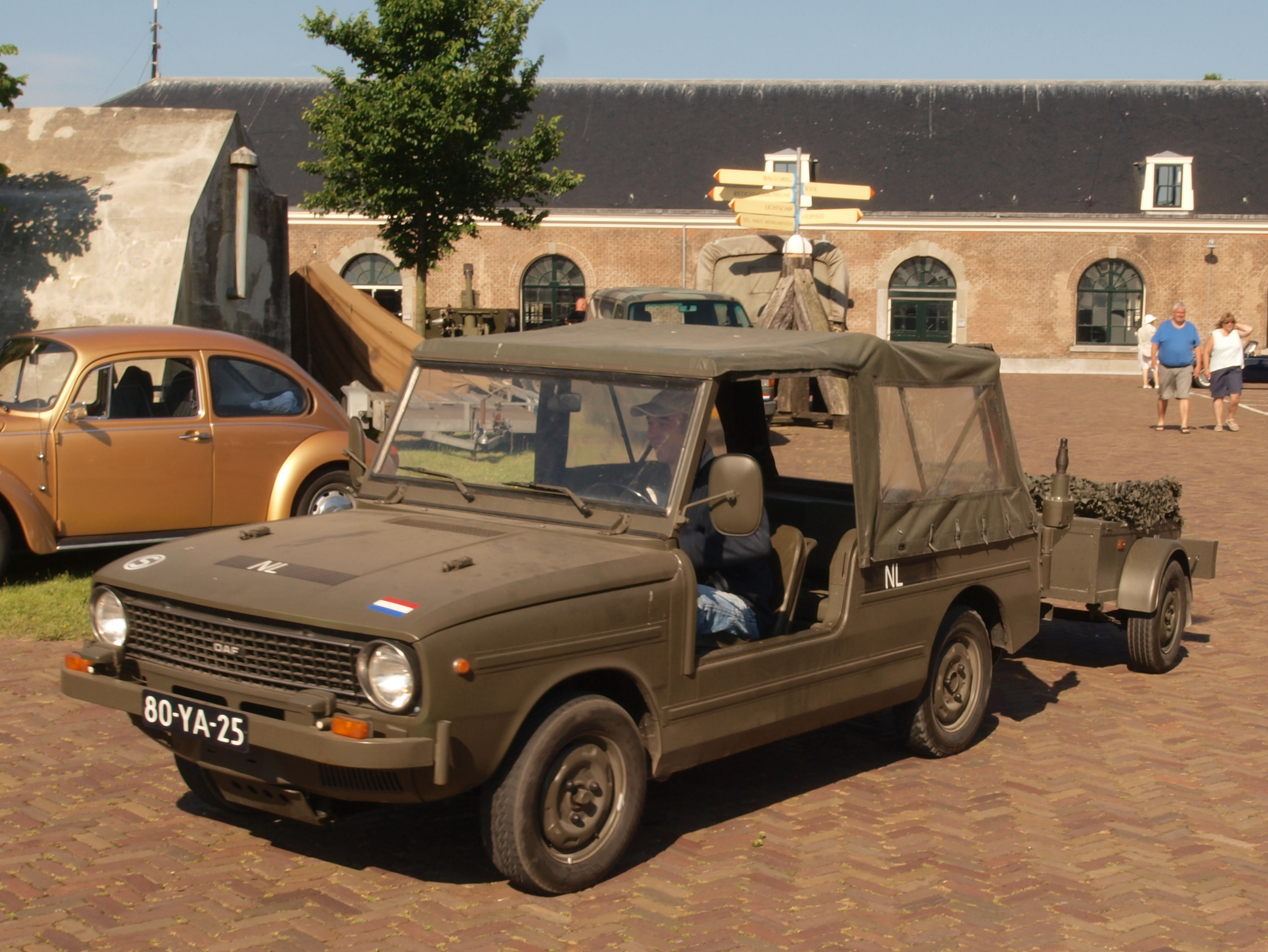
DAF 66 YA, versione militare

Anche dopo l'acquisizione da parte di Volvo le modifiche al modello non furono molto rilevanti se si eccettua un'accentuazione dei paraurti, in classico stile della casa svedese particolarmente attenta ai problemi della sicurezza automobilistica.
Il modello rimase in produzione con il nuovo marchio sino al 1980, sostituita dalla Volvo 343.